# Avermectin

Strukturformel för Avermectin.

Avermectin är ett antibiotikum som först isolerades från bakterien Streptomyces avermitilis. Det har en hög neurotoxisk verkan mot ett flertal klasser av ryggradslösa djur, till exempel kräftdjur, insekter och kvalster. Även vissa nematoder (rundmaskar), är känsliga, medan fiskar har en varierande grad av känslighet. Varmblodiga djur, som däggdjur och fåglar, påverkas inte av Avermectin på grund av sin blod-hjärnbarriär som skyddar hjärnan. 
Avermectin används främst inom veterinärmedicinen för att avparasitera husdjur, till exempel nöt, får och hund. Det är även godkänt som läkemedel hos människa, bland annat för behandling av den tropiska hud- och ögonsjukdomen flodblindhet. Det finns även försök att blanda i avermectin i bottenfärg för båtar då det visat sig att avermectin har en stoppande effekt på havstulpaner. Det finns flera varianter av Avermectin; några av dessa är Ivermectin (Ivomec), emanectin, abamectin och emanectinbenzoat.